# Trigonogenius impressicollis
Trigonogenius impressicollis is een keversoort uit de familie klopkevers (Ptinidae). De wetenschappelijke naam van de soort werd in 1917 gepubliceerd door Maurice Pic.